# Penrice

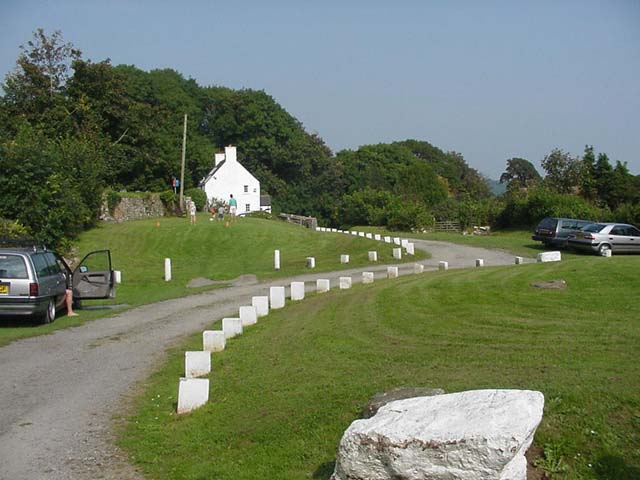
Der Dorfanger von Penrice

Penrice ist ein kleines Dorf auf der Halbinsel Gower in Südwales. Das Dorf liegt 1,5 km nördlich von Oxwich und ist nur über schmale Nebenstraßen erreichbar.

## Geschichte
Zur Sicherung der normannischen Herrschaft auf der Halbinsel Gower errichtete Henry de Beaumont zu Beginn des 12. Jahrhunderts einen Monty Brough genannten Ringwall und übergab ihn an einen seiner Gefolgsleute, der den Namen de Penrice annahm. Die Lords of Penrice errichteten im 12. Jahrhundert die Kirche St Andrew’s, die 1180 von John de Penres dem Johanniterorden gestiftet wurde. Nachdem die Burg 1215 und 1217 von den Walisern niedergebrannt worden war, errichtete Robert de Penres an Stelle der alten Burg um 1237 eine neue Burg auf der nördlichen Talseite. Im Mittelalter war Penrice ein lebhafter Marktort, auf dessen Dorfanger vier Jahrmärkte und zweimal wöchentlich ein Wochenmarkt abgehalten wurde.
Heute gehört das kleine Dorf zur Principal Area City and County of Swansea und ist eine 31 Conservation Areas der Principal Area, die wegen ihrer architektonischen oder historischen Bedeutung wegen geschützt sind.

## Sehenswürdigkeiten
- Westlich des Dorfangers liegen die dicht überwachsenen Reste des normannischen Ringwalls aus dem frühen 12. Jahrhundert. Der Ringwall ist etwa 40 mal 28 m groß,[2]
- am Nordrand des Dorfangers befindet sich die im 12. Jahrhundert erbaute St Andrew’s Church,
- etwa 800 m nordöstlich des Dorfes befindet sich die Ruine der mittelalterlichen Burg Penrice Castle sowie ein Herrenhaus im georgianischen Stil mit einem umgebenden Landschaftspark,
- westlich des Dorfes liegt ein 126 ha großer, Millwood genannter Laubwald, der im 18. Jahrhundert Teil des Penrice Mansion umgebenden Landschaftsparks war,[3]
- im Dorf und in der Umgebung befinden sich noch mehrere alte Farmhäuser, darunter das etwa 1 km südlich des Dorfes gelegene Pitt Farm House aus der Mitte des 17. Jahrhunderts,[4]
- etwa 1 km östlich des Dorfes liegt der kleine Weiler Nicholaston mit der neugotischen Kirche St Nicholas sowie der steinzeitlichen Steinkiste von Nicholaston.